# Luo Nan
Luo Nan (República Popular China, 3 de noviembre de 1984) es una nadadora china retirada especializada en pruebas de estilo braza, donde consiguió ser medallista de bronce mundial en 2007 en los 4x100 metros estilos.

## Carrera deportiva
En el Campeonato Mundial de Natación de 2007 celebrado en Melbourne ganó la medalla de bronce en los relevos de 4x100 metros estilos, nadando el largo de braza, con un tiempo de 4:01.97 segundos, tras Australia (oro con 3:55.74 segundos que fue récord del mundo) y Estados Unidos (plata con 3:58.31 segundos).